# BMW 132
BMW 132 — немецкий поршневой звездообразный 9-цилиндровый авиадвигатель воздушного охлаждения, разработанный в 1933 году на основе конструкции лицензионного Pratt & Whitney R-1690 Hornet. Всего произведено более 21 000 штук.

## История
3 января 1928 года BMW приобрела лицензию на выпуск двигателя Pratt & Whitney R-1690 Hornet, который производился ей без конструктивных изменений под маркой BMW Hornet. Позже, в 1933, также была куплена лицензия на усовершенствованный Hornet B; однако, в то же время на основе предыдущей модели уже велись разработки моторов BMW 128 и BMW 132, последний по сути представлял собой изначальный «Хорнет», пересчитанный под метрическую систему и имеющий практически идентичные размеры цилиндров. В результате, основные элементы у BMW 132 и R-1690 были в значительной степени взаимозаменяемы, что давало возможность оснащать новым двигателем немецкие самолёты, предназначенные на экспорт.
Двигатель выпускался в нескольких модификациях; гражданские преимущественно с подачей топлива посредством карбюраторов, в частности, Pallas-Stromberg и Mona-Hobson (A, D, E, L и высотный D), а для Люфтваффе, начиная с 1937 года, с непосредственным впрыском топлива (модификации K и M и высотные F, J, N). Двигатели имели рабочий объём 27,7 л, а их мощность составляла около 960 л. с., в зависимости от модели.
По мере совершенствования технологий, в конструкцию продолжали вноситься изменения, направленные на повышение характеристик двигателя: начиная с модификации 132L появилось более мелкое оребрение цилиндров, улучшающее охлаждение, устанавливались клапаны с полостью, заполненной металлическим натрием.
Дальнейшие разработки с новым одноступенчатым двухскоростным нагнетателем назывались P, Q, R, и S, (отличались лишь направлением вращения коленвала). На их основе разрабатывался новый двигатель, BMW 136, однако, из-за возросших требований к характеристикам боевых самолётов, работы по нему были свёрнуты. Другой проект, BMW 134, разрабатывался с учётом возможных перебоев со снабжением заводов дефицитными материалами в военное время; он был построен в единственном экземпляре. Детали BMW 132 планировалось использовать в двухрядном BMW 139, но в серию он так и не пошёл, поскольку не удалось решить проблемы с его недостаточным охлаждением; вместо него КБ переключилось на BMW 801.
Хотя BMW 132 соответствовал стандартам начала 1930-х годов и считался пригодным для использования в ВВС, вскоре его мощность оказалась недостаточной. В ходе Второй мировой войны он заменялся более мощными двигателями. Однако, его выпуск ещё долгое время продолжался для оснащения основного немецкого транспортника 1930-х — 1940-х годов, трёхмоторного Junkers Ju 52.
Самолёты с двигателем BMW 132 участвовали во многих дальних перелётах, одним из которых стал состоявшийся 10 августа 1938 года рейс Focke-Wulf 200 S-1 Condor (D-ACON) Берлин — Нью-Йорк.

## Модификации
132A725 PS (715 л. с., 533 кВт)
132Dc850 PS (838 л. с., 625 кВт)
132De880 PS (868 л. с., 647 кВт)
132J/K960 PS (947 л. с., 706 кВт)
132N865 PS (853 л. с., 636 кВт)
132T730 PS (720 л. с., 537 кВт)
ENMA Beta B-4 (испанская лицензионная модификация)(9E-C29-775) 785 PS (775 л. с., 578 кВт)
|        | Диаметр цилиндра (мм) | Ход поршня (мм) | Рабочий объём (л) | Степень сжатия | Передаточное число редуктора (i) | Длина (мм) | Диаметр (мм) | Вес (кг) | Взлётная мощность (лс/об.мин) | Номинальная мощность (лс/об.мин) | Высота (м) | Удельный расход топлива (г/лс·ч) |
| ------ | --------------------- | --------------- | ----------------- | -------------- | -------------------------------- | ---------- | ------------ | -------- | ----------------------------- | -------------------------------- | ---------- | -------------------------------- |
| 132 A  | 155,5                 | 162             | 27,7              | 6,0:1          | нет                              | 1270       | 1405         | 430      | 725/2050                      | 550/1930                         |            | 230                              |
| 132 Dc | 155,5                 | 162             | 27,7              | 6,5:1          | 1,613                            | 1411       | 1380         | 525      | 850/2450                      | 550/2100                         |            |                                  |
| 132 F  | 155,5                 | 162             | 27,7              | 6,5:1          | 1,613                            | 1256       | 1372         | 525      | 800/2350                      | 650/2200                         |            |                                  |
| 132 J  | 155,5                 | 162             | 27,7              | 6,5:1          | 1,38                             | 1256       | 1372         | 525      | 960/2550                      | 715/2200                         |            |                                  |
| 132 K  | 155,5                 | 162             | 27,7              | 6,5:1          | 1,38                             | 1256       | 1372         | 525      | 960/2550                      | 715/2200                         | 1800       | 215                              |
| 132 M  | 155,5                 | 162             | 27,7              | 6,5:1          | 1,613                            | 1256       | 1372         | 525      | 865/2450                      | 670/2250                         |            |                                  |
| 132 N  | 155,5                 | 162             | 27,7              | 6,5:1          | 1,613                            |            |              | 525      | 865                           |                                  |            |                                  |
| 132 T  | 155,5                 | 162             | 27,7              |                |                                  |            |              |          | 730                           |                                  |            |                                  |

## Применение

### Самолёты
- Arado Ar 95
- Arado Ar 195
- Arado Ar 196
- Arado Ar 197
- Blohm & Voss Ha 137A,
- Blohm & Voss Ha 140
- Blohm & Voss BV 141A
- Blohm & Voss BV 142
- Dornier Do 17P
- Dornier Do 18 L
- Fieseler Fi 98
- Focke-Wulf Fw 62
- Focke-Wulf Fw 200 Condor
- Heinkel He 114
- Heinkel He 115
- Henschel Hs 122
- Henschel Hs 123
- Henschel Hs 124
- Junkers W 34hi
- Junkers Ju 160
- Junkers Ju 46
- Junkers Ju 52
- Junkers Ju 86
- Junkers Ju 90

### Автомобили
- Brutus